# ویلیام برکین
ویلیام برکین، یکی از شخصیت‌های سری رزیدنت ایول است. برکین در مقر آموزشی آمبرلا، در کنار آلبرت وسکر از شاگردان دکتر جیمز مارکوس بود. ویلیام برکین یک پژوهشگر ارزنده برای شرکت آمبرلا و تنها دوست صمیمی آلبرت وسکر به حساب می‌آمد. کشف ویروس جی، از شاهکارهای بی‌نظیر او محسوب می‌شود. او در جریان بازی رزیدنت ایول ۲ پس از مورد تیراندازی قرار گرفتن توسط هانک، ویروس کشف شده به دست خود، یعنی ویروس جی را، به خود تزریق کرد و پس از آن حیاتی دوباره یافت. ویلیام برکین در بازی ۵ بار زنده می‌شود و در داستان های لیان و کلر شما او را می‌کشید. دکتر ویلیام پس از تزریق ویروس ابتدا دستی که در قسمت تزریق وجود داشت بزرگ شده و یک چشم در سمت راستش پدید می‌آید. تغییرات بعدی در بدنش ایجاد میشود و رفته رفته صورت ویلیام از بین می‌رود و شکل اصلی ویروس جی پدید می‌آید. او در پایان بازی رزیدنت ایول ۲ به دست لیان اسکات کندی و کلر ردفیلد، کشته شد.